# Wohn- und Wirtschaftsgebäude Dorfring 16
Das Wohn- und Wirtschaftsgebäude Dorfring 16 in der niedersächsischen Gemeinde Hagen im Bremischen, im Ortsteil Lohe, im Landkreis Cuxhaven, stammt vom Anfang des 19. Jahrhunderts.
Aktuell (2024) wird es als Wohnhaus und wohl landwirtschaftlich genutzt.
Das Gebäude steht unter Denkmalschutz (siehe auch Liste der Baudenkmale in Hagen im Bremischen).

## Beschreibung
Das eingeschossige traufständige Gebäude als massives, aber untypisches Hallenhaus mit schmalerem Wohn- und deutlich breiterem Wirtschaftsteil, jeweils mit pfannengedeckten Satteldächern, sowie der außermittigen Grooten Door mit Korbbogen sowie den rund- und segmentbogigen Fenstern wurde 1903 (Inschrift) gebaut. Backsteinschmuck in Form von Lisenen, geschossteilenden Gesimsen und Ortgangschmuck mit Tropfenfries zieren das Haus. Auf der baumbestandenen Hofanlage stehen weitere nicht denkmalgeschützte Gebäude.
Das Landesdenkmalamt befand u. a.: „… Das Gebäude steht dabei singulär in einer ansonsten von Hallenhäusern geprägten Region. Es ist zudem aufwändig in zeittypischen Backsteinformen gestaltet.“